# Kenneth Best
Kenneth Y. Best (* 28. Oktober 1938, Harrisburg) ist ein afrikanischer Journalist, ein Liberianer, der in Monrovia (Liberia) die Tageszeitung The Daily Observer und später eine Zeitung gleichen Namens in  Banjul (Gambia) gründete.

## Leben
Best war der Neffe des Americo-Liberianers und karibischen Journalisten Albert Porte.
Im Februar 1981 gründete Best den Daily Observer, eine der ersten Tageszeitungen in Liberia. Unter der Präsidentschaft von Samuel Doe war der Daily Observer Gegenstand anhaltender politischer Schikanen.
Der Erste Liberianische Bürgerkrieg veranlasste Best mit seiner Familie nach Gambia zu gehen. Dort gründete er Gambias erste täglich erscheinende Zeitung und nannte sie erneut The Daily Observer. Im Oktober 1994, nach Militärputsch Yahya Jammehs, wurde Best aus Gambia vertrieben. Die Zeitung wurde bis 2017 gedruckt. Er zog mit seiner Familie in die Vereinigten Staaten.

## Auszeichnungen
Best wurde im Jahr 2000 von dem International Press Institute mit der Nennung unter den 50 Heroes of World Press Freedom ausgezeichnet.

## Werke
- Cultural policy in Liberia (= Unesco. Studies and Documents on Cultural Policies. Band 25, ISSN 0251-575X). Unesco, Paris 1974
- als Herausgeber: African Challenge. Transafrica, Nairobi 1975
- My Fight for Press Freedom. In: New African, Nr. 287, August 1991, S. 22–23